# Liana Ungur
Liana-Gabriela Ungur (* 2. Januar 1985 als Liana-Gabriela Balaci) ist eine ehemalige rumänische Tennisspielerin.

## Karriere
Ungar gewann während ihrer Karriere 13 Einzel- und sechs Doppeltitel des ITF Women’s Circuits. Beim İstanbul Cup 2008 spielte sie erstmals im Hauptfeld eines WTA-Turniers.
2002 spielte sie für die rumänische Fed-Cup-Mannschaft, für die sie zwei ihrer fünf Partien gewann.
Außerdem spielte sie auch in der Tennis-Bundesliga. 2009, 2011 in der zweiten Liga und 2010 in der ersten Liga.

## Turniersiege

### Einzel
| Nr. | Datum          | Turnier           | Kategorie   | Belag     | Finalgegnerin               | Ergebnis      |
| --- | -------------- | ----------------- | ----------- | --------- | --------------------------- | ------------- |
| 1.  | September 2001 | Mollerussa        | ITF $10.000 | Sand      | Maria Pilar Sánchez Alayeto | 7:5, 6:0      |
| 2.  | März 2003      | Nuevo Laredo      | ITF $10.000 | Hartplatz | Caroline Ann Basu           | 7:64, 6:2     |
| 3.  | Juli 2003      | Ancona            | ITF $10.000 | Sand      | Mandy Minella               | 3:6, 6:3, 6:1 |
| 4.  | Februar 2004   | Vale do Lobo      | ITF $10.000 | Hartplatz | Servane Delobelle           | 6:2, 6:4      |
| 5.  | August 2004    | Rebecq            | ITF $10.000 | Sand      | Antonela Voina              | 6:4, 6:1      |
| 6.  | September 2004 | Arad              | ITF $10.000 | Sand      | Barbara Pócza               | 7:5, 7:5      |
| 7.  | November 2006  | Kairo             | ITF $10.000 | Sand      | Alexandra Dulgheru          | 6:1, 6:1      |
| 8.  | November 2006  | Kairo             | ITF $10.000 | Sand      | Varvara Galanina            | 6:2, 6:4      |
| 9.  | Februar 2007   | Vale do Lobo      | ITF $10.000 | Hartplatz | Evgenia Linetskaya          | 7:64, 6:2     |
| 10. | Mai 2010       | Florenz           | ITF $25.000 | Sand      | Polina Pekhova              | 6:3, 7:5      |
| 11. | Juni j2010     | Sarajevo          | ITF $25.000 | Sand      | Irena Pavlovic              | 6:3, 6:0      |
| 12. | Juni 2010      | Padova            | ITF $25.000 | Sand      | Audrey Bergot               | 6:4, 6:4      |
| 13. | August 2010    | Monteroni d’Arbia | ITF $25.000 | Sand      | Anna Floris                 | 7:5, 6:1      |

### Doppel
| Nr. | Datum          | Turnier  | Kategorie   | Belag             | Partnerin        | Finalgegnerinnen                 | Ergebnis          |
| --- | -------------- | -------- | ----------- | ----------------- | ---------------- | -------------------------------- | ----------------- |
| 1.  | August 2000    | Bukarest | ITF $10.000 | Sand              | Edina Gallovits  | Zuzana Kučová Dominika Luzarová  | 7:5, 4:6 Aufgabe  |
| 2.  | Februar 2003   | Tipton   | ITF $10.000 | Hartplatz (Halle) | Elke Clijsters   | Zuzana Černá Iveta Gerlová       | 6:3, 6:2          |
| 3.  | September 2003 | Madrid   | ITF $10.000 | Hartplatz         | İpek Şenoğlu     | Lisa D’Amelio Jennifer De Bodt   | 6:3, 6:3          |
| 4.  | August 2004    | Rebecq   | ITF $10.000 | Sand              | Antonela Voina   | Jessie De Vries Debbrich Feys    | 6:2, 5:7, 6:4     |
| 5.  | Juni 2008      | Padua    | ITF $25.000 | Sand              | Arida Perianu    | Mailen Auroux Carmen Klaschka    | 6:3, 6:3          |
| 6.  | März 2010      | Pomezia  | ITF $10.000 | Sand              | Stefania Chieppa | Andreea Văideanu Erika Zanchetta | 7:63, 4:6, [10:7] |

## Persönliches
Ungar ist mit Adrian Ungur verheiratet. Ihr Vater war der rumänische Fußballspieler Ilie Balaci.